# فتح‌الله قیصاری
فتح‌الله قیصاری (زاده ۱۳۴۷ ولسوالی خواجه سبزپوش ولی ولایت فاریاب) سیاستمدار افغانستان و نماینده مردم ولایت فاریاب در دوره‌های پانزدهم و شانزدهم مجلس نمایندگان است. وی در مجلس شانزدهم نمایندگان افغانستان عضو کمیسیون امور دفاعی و تمامیت ارضی   می‌باشد.

## زندگی‌نامه
فتح‌الله قیصاری زاده ۱۳۴۷ از ولسوالی خواجه سبزپوش ولی ولایت فاریاب می‌باشد. ایشان در تحصیلات دینی آموزش دیده و یکی از فرماندهان نظامی جنبش ملی اسلامی در دوران جنگ و جهاد بوده‌است.

## دیگر فعالیت‌ها
دیگر فعالیت‌های ایشان:
- یکی از فرماندهان حزب جنبش ملی اسلامی.
- نماینده مردم فاریاب در دو دوره مجلس پانزدهم و شانزدهم نمایندگان.
- عضو و معاونت حزب جنبش ملی اسلامی افغانستان.
- قومندان فرقه ۲۰۰ تا سال ۱۳۸۳.